# Transradio
La société TRANSRADIO SenderSysteme Berlin AG était une société allemande spécialisée dans la recherche, la conception et le développement de systèmes d’émission AM, VHF/FM et DRM. Elle a aussi construit des émetteurs commerciaux et militaires en ondes kilométriques. C'est aujourd'hui une société sœur de la société CESTRON International GmbH.

## Histoire
Le nom Transradio remonte à 1918, lorsque Telefunken crée la filiale TRANSRADIO. Un an plus tard en 1919, TRANSRADIO-Aktiengesellschaft für drahtlosen Übersee-Verkehr entre dans l’histoire en introduisant la transmission duplexée. Telefunken Sendertechnik Berlin fondée en 1989 est renommée en 2000 Telefunken SenderSysteme Berlin AG. Par la suite, en 2005, le nom devient TRANSRADIO SenderSysteme Berlin AG. Le capital social de 1,5 M€ est augmenté à 1,87 M€ en 2010. Après une chute très importante du cours de bourse à partir de 2007, l'action est retirée du marché en 2013. Malgré des crédits supplémentaires et une augmentation du capital de 1,8 M€, faite par l'actionnaire majoritaire Bevita Commercial Corp. (Vaduz), TRANSRADIO passe le 1er août 2017 en liquidation judiciaire, en raison de son insolvabilité et de son surendettement.

## Perspectives

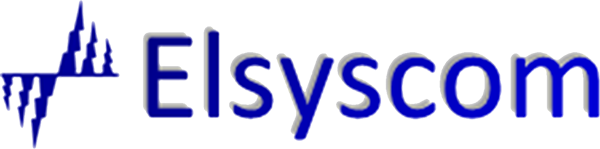
Logo de Elsyscom GmbH

La groupe suisse Ampegon AG acquiert immédiatement, parmi les créances irrécouvrables, les lignes de produits « Tram » et « Sicamp » avec leur production, l'entrepôt et une équipe qualifiée, avec lesquels il forme la société AM Broadcast GmbH, sœur de la société suisse Ampegon,. Grâce à cela, Ampegon prend temporaire pied dans la production d'émetteurs à ondes hectométriques. Ampegon assurait aussi le service pour la clientèle de TRANSRADIO SenderSysteme Berlin AG, dans la suite de la coopération professionnelle préexistante. En janvier 2018, le siège social de AM Broadcast GmbH est transféré à Berlin. Après la fin de la procédure de redressement judiciaire, c'était prévu de devenir membre du groupe Ampegon. Contre toute attente, en Octobre 2019 on pouvait lire dans un communiqué d’AMPEGON, qu’en fait on voulait se retirer de la production des émetteurs depuis 2012. Aussi la vente du AM Broadcast était prévu. Seul raison d’empêchement étaient des problèmes avec des vieux projets incomplets.
Déjà en Septembre 2019 AM Broadcast était achetée ensemble avec Ampegon Antenna Systems (anciennement Thomson-CSF renommée Thales) de Cestron International GmbH qui formait l’entreprise sœur nommée Elsyscom à Teltow près de Berlin. Grâce à cela AM Broadcast ensemble avec AMPEGON Antenna Systems est devenu un producteur des émetteurs modernes pour les ondes hectometriques sous le nom Elsyscom.

## Engagement en DRM
TRANSRADIO SenderSysteme Berlin AG était un émetteur de DRM. La quasi-totalité des grands émetteurs en ondes hectométriques et kilométriques étaient équipés des modèles « Tram », qui permettaient un fonctionnement en modulation AM ou en DRM. En 2015, presque toutes les stations radio avaient cessé leurs émissions en ondes courtes. Le propriétaire intermédiaire Ampegon était transporteur actif et est chargé de la direction du consortium de la DRM. Par l'acquisition des modèles « Tram » de TRANSRADIO SenderSysteme Berlin AG, Ampegon par quelque temps était en état d'offrir des émetteurs DRM de sa même fabrication. Depuis 2012 on a pensé à la vente du secteur émetteurs hectométrique sans être remarqué du public. À cause des problèmes avec engagements existants et projets incomplets la démarche a été maintes et maintes fois retardée.